# Let It Snow! Let It Snow! Let It Snow!
«Let It Snow! Let It Snow! Let It Snow!», також відомий як «Let It Snow!», пісня написана американським поетом-піснярем Семмі Каном і композитором Джулі Стайном в липні 1945 року у Голлівуді, штат Каліфорнія у спекотну погоду, коли Кан і Стайн мріяли про прохолоду. Хоча тексту пісні немає жодної згадки про Різдво, пісня звучала на радіостанції під час різдвяного сезону і часто записується різними митцями на альбомах різдвяної тематики.

## Історія запису
Вперше пісню записав на студії РКА Віктор у 1945 році Вон Монро, цей запис досяг першої сходинки у хітпараді Billboard  в кінці січні і протягом лютого 1946 року. Інший запис пісні виконав Вуді Германз, він виступив як вокаліст, а також включив соло на трубі у виконанні Сонні Бермана, цей запис досяг № 7 в хіт-параді Billboard.
Інші відомі записи:
- 1955 — Джо Стаффорд, в альбомі Happy Holiday[en]'[3]
- 1960 — Елла Фітцджеральд, її альбом Ella Wishes You a Swinging Christmas[en]
- 1965 — Енді Вільямс, на його альбомі Merry Christmas[en]'[4]
- 2004 — Джессіка Сімпсон, на її альбом ReJoyce: The Christmas Album[en][5]
- 2005 — Карлі Саймон, на CD-синглу. Вона незвичайна тим, що співається з точки зору господаря, а не гостя[6], запис досяг № 6 хіт-параді Billboard Adult Contemporary chart[7]
- 2012 — Рода Стюарт, в альбомі Merry Christmas, Baby. Запис досяг № 1 у хіт-параді Adult Contemporary chart в грудні 2012 року[8] і тримався протягом п'яти тижнів, що стало найдовшою терміном за всю хіт-парадів різдвяної тематики.
- 2017 — Ліндсі Стірлінг випустила свою версію в альбомі Warmer in the Winter[en][9]

## Українські переклади
Вперше український переклад цієї пісні здійснили Юрій Гнатковскі і Юлія Лорд і включили пісню до альбому «Сніжність». У близькому до оригіналі перекладі приспів звучить так: «хай сніжить, хай сніжить, хай сніжить», і сама пісня також називається «хай сніжить».
У 2017 році кліп на цю пісню в українському перекладі представили Шпилясті кобзарі. Щоправда їх переклад далекий від оригіналу і цілковито присвячений різдвяній тематиці, і сам приспів звучить так «це різдво, це різдво, це різдво».